# Mellem muntre Musikanter
Mellem muntre Musikanter (også kendt som Fy og Bi-film 06) er en dansk komediefilm fra 1922. Filmen er instrueret af Lau Lauritzen Sr. og med Carl Schenstrøm og Harald Madsen i hovedrollerne som Fyrtårnet og Bivognen.

## Medvirkende
- Carl Schenstrøm som Fyrtårnet, lirekassemand
- Harald Madsen som Bivognen, lirekassemand
- Oscar Stribolt som Direktør Jessen
- Harry Komdrup som Fritz Jessen, direktørens søn
- Gorm Schmidt som Jørgen Jessen, direktørens søn
- William Bewer som Direktør Muller
- Lissen Bendix som Alice, direktør Mullers datter
- Gerda Madsen som Elsie, Alices veninde
- Georg Busch som Gamle Frantzen, Jessens tjener
- Lauritz Olsen som Opvarter
- Alfred Kjøge som Opvarter
- Anker Kreutz som Huslæge
- Carl Petersen
- Hilma Bolvig
- Else Vermehren